# Graciela
Pour plus de détails, voir Fiche technique et Distribution.
Graciela est un film argentin réalisé par Leopoldo Torre Nilsson et sorti en 1956. Il s'inspire du roman espagnol Nada, écrit par Carmen Laforet et publié en 1944.

## Synopsis
Graciela, une jeune provinciale, s'installe à Buenos Aires, à la suite du décès de ses parents et afin d'y poursuivre ses études. Elle prend pension chez sa grand-mère. Là habitent, dans une demeure surannée, oncles et tantes au mode de vie étrange. Elle rencontre un étudiant, Roman, qu'elle finit par aimer. Celui-ci lui propose un mariage. Se sentant prisonnière d'un entourage familial oppressant, la jeune femme accepte cette perspective. Roman s'éprend alors d'une amie de Graciela. Mais, cette passion se révèle impossible... et s'achève par le suicide du jeune homme. Graciela s'enferme dans une solitude sans issue.

## Fiche technique
- Titre du film : Graciela
- Réalisation : Leopoldo Torre Nilsson
- Scénario : L. Torre Nilsson, Arturo Cerretani, d'après le roman de Carmen Laforet, Nada (Rien), publié en 1944
- Photographie : Anibal González Paz - Noir et blanc
- Musique : Juan Ehlert
- Son : Mario Fezia
- Montage : Jorge Garate
- Décors : Martín Rodríguez Mentasti
- Production : Argentina Sono Film
- Pays d'origine :  Argentine
- Langue originale : Espagnol
- Durée : 87 minutes
- Sortie : 10 mai 1956

## Distribution
- Elsa Daniel (es) : Graciela Aliaga
- Lautaro Murúa : Roman Aliaga
- Ilde Pirovano : la grand-mère
- Alba Múgica : Angustias Aliaga
- Ernesto Bianco : Juan Aliaga
- Alita Román : Alicia Salgado
- Susana Campos : Ena Salgado
- Diana Ingro : Gloria

## Commentaire
Après deux sujets imposés (La tigra et Para vestir santos), Leopoldo Torre Nilsson eut la possibilité d'adapter une œuvre littéraire significative. Il choisit, parmi trois livres proposés, Nada de Carmen Laforet, publié en pleine période franquiste. 
« Ceux qui ont lu le roman fameux de Carmen Laforet y ont trouvé l'expression d'une angoisse et d'un étouffement, le désespoir d'une jeunesse condamnée au néant » comme l'indique nettement le titre de l'ouvrage. Marcel Oms poursuit : « L'atmosphère sans clarté du livre offre une vision nihiliste et désabusée [...] dans une Espagne coupée du monde, parcourue par le pas pesant et clouté des patrouilles policières, hantée par les uniformes et paralysée par la peur. »
Toutefois, Torre Nilsson n'en retient surtout que le thème de la jeune femme aux prises avec un univers à la morale asphyxiante. « Toute la toile de fond politique a disparu, laissant les personnages en présence d'un monde abstrait. [...] Graciela est un huis clos sartrien : l'enfer de Graciela ce sont les autres, c'est-à-dire la famille et sa morale catholique. [...] Le conflit entre Graciela  et "la maison", entre ses aspirations et le spectre du futur, c'est l'affrontement du réel et de l'irréel : le choc de l'adolescence avide d'absolu contre le monde adulte sclérosé et anachronique », écrit Marcel Oms.
Sur un thème similaire, et avec la même interprète, le cinéaste argentin réalisera, plus tard, un film plus abouti, avec la collaboration de Beatriz Guido (es) : La caída (1959). Torre Nilsson affirmera aussi : « Graciela fut un exercice de style pour La Maison de l'ange... »